# Percarina
Il genere Percarina comprende 2 specie di piccoli pesci d'acqua dolce appartenenti alla famiglia Percidae.

## Distribuzione e habitat
Questi pesci sono diffusi in Europa orientale, nei bacini idrografici del Mar d'Azov e Mar Nero, quindi principalmente nelle acque dolci dei fiumi Danubio, Don, Dnepr, Bug Orientale e Dnestr.

## Conservazione
Entrambe le specie sono inscritte nella IUCN Red List in quanto minacciate di estinzione.

## Specie
Il genere Percarina comprende 2 specie
- Percarina demidoffii
- Percarina maeotica